# Czarnów (gromada w powiecie pruszkowskim)
Czarnów – dawna gromada, czyli najmniejsza jednostka podziału terytorialnego Polskiej Rzeczypospolitej Ludowej w latach 1954–1972.
Gromady, z gromadzkimi radami narodowymi (GRN) jako organami władzy najniższego stopnia na wsi, funkcjonowały od reformy reorganizującej administrację wiejską przeprowadzonej jesienią 1954 do momentu ich zniesienia z dniem 1 stycznia 1973, tym samym wypierając organizację gminną w latach 1954–1972.
Gromadę Czarnów z siedzibą GRN w Czarnowie utworzono – jako jedną z 8759 gromad na obszarze Polski – w powiecie pruszkowskim w woj. warszawskim, na mocy uchwały nr VI/10/15/54 WRN w Warszawie z dnia 5 października 1954. W skład jednostki weszły obszary dotychczasowych gromad Czarnów, Czarnów Towarzystwo, Podrochale, Szadkówek, Walentów, Wilkowa Wieś i Wilków, ponadto osada Powązki z dotychczasowej gromady Powązki oraz przysiółek Plewniak z dotychczasowej gromady Plewniak ze zniesionej gminy Radzików, a także oraz obszary dotychczasowych gromad Brzezinki i Gawartowa Wola oraz P.G.R. Rochale z dotychczasowej gromady Łuszczewek ze zniesionej gminy Pass, w tymże powiecie. Dla gromady ustalono 11 członków gromadzkiej rady narodowej.
31 grudnia 1959 do gromady Czarnów przyłączono wsie Stelmachowo i Trzciniec ze znoszonej gromady Krubice w powiecie sochaczewskim w tymże województwie.
31 grudnia 1961 gromadę zniesiono, włączając jej obszar do gromady Leszno w tymże powiecie.